# Matthew Fox
Matthew Fox, född 14 juli 1966 i Abington, Pennsylvania, är en amerikansk skådespelare, känd från TV-serierna Ensamma hemma och Lost.

## Biografi

### Uppväxt och studier
Matthew Fox föddes i Pennsylvania i östra USA, men familjen flyttade när han var ett år gammal till Wyoming i västra USA. Han växte upp på familjens gård i Crowheart, Wyoming, i Wind Rivers indianreservat. Hans mor var lärare och hans far var boskaps- och hästuppfödare samt jordbrukare. Han har även två syskon.
Fox studerade vid Deerfield Academy i Deerfield, Massachusetts och vid Columbia University i New York. 

### Karriär
Vid 25 års ålder gjorde Fox sin TV-debut med en biroll i TV-serien Wings. Han hade fler biroller på TV och film under de följande åren. 
Fox fick sitt stora genombrott under mitten av 1990-talet med karaktären Charlie Salinger i tv-serien Ensamma hemma, som han spelade i sex säsonger. Han är också känd för sin roll som Jack Shephard i tv-serien Lost. Han debuterade som regissör med Lucky Bugger. I filmen Vantage Point som kom 2008 hade han en av huvudrollerna.

## Familj och privatliv
Fox är på sin fars sida ättling till nordstatsgeneralen George Meade (1815–1872).
Fox är gift sedan 1992 med Margherita Ronchi som han träffade under studietiden. Paret har två barn, dottern Kyle och sonen Byron. 
Fox har varit modell och 1996 blev han vald till en av världens vackraste människor av People magazine. Han är också fotograf och hans fotografier av skådespelarna och filmteamet vid inspelningarna av Lost har givits ut som extramaterial till första säsongens DVD-utgåva.
Fox greps för rattfylla i Deschutes County, Oregon, 2012, och erkände sig skyldig mot att straffet omvandlades till deltagande i ett rehabiliteringsprogram.

## Filmografi
- 1993 – My Boyfriend's Back
- 1999 – Behind the Mask
- 1994-2000 - Ensamma hemma
- 2003 – A Token for Your Thoughts
- 2004-2010 - Lost
- 2006 – Smokin' Aces
- 2006 – We Are Marshall
- 2008 – Vantage Point
- 2008 – Speed Racer
- 2010 – Grown Ups
- 2019 – The Handmaid’s Tale
- 2013 – World War Z

Perry har även gästskådespelat i serierna Haunted och Freshman Dorm.